# Tennenouji
Tennenouji(天然王子、てんねんおうじ)とは同人BLゲームサークルである。イラストは、ゲームクリエーター（キャラクターデザイナー・ディレクター・プロデューサー）・イラストレーターである由良(ゆら）が描いている。

## 発売中PCゲーム
- 2006年12月27日 - みらくるのーとん
- 2007年 9月28日 - みらくるのーとん只今増量中!!
- 2008年 4月30日 - みらくるのーとん 願いを打ちこんで!（タイピングゲーム）
- 2008年 8月コミケ先行 みらくるのーとん まるごとBOX（上記のゲームがまとまったBOX）

- 2009年 6月10日 - ラッキードッグ1
- 2011年 8月5日 - Gian・carlo’S　LUCKY　HAPPY　LIFE
- 2012年 4月8日 - ジャンのためなら世界を壊す
- 2012年発売予定（→2018年12月28日発売） - ラッキードッグ1 +bad egg

## 発売ドラマCD
- 2007年 6月22日 - みらくるのーとん　ドラマCD1巻
- 2007年 8月18日 - みらくるのーとん SUMMER☆SPECIAL
- 2007年12月30日 - みらくるのーとん只今増量中!! WINTER☆SPECIAL
- 2008年 8月15日 - 羊でおやすみシリーズ コミケ先行販売 限定BOX
- 2008年 8月15日 - みらくるのーとん只今増量中!! SUMMER☆GIFT
- 2008年 8月29日 - 羊でおやすみシリーズ こうきとおやすみ☆
- 2008年 9月26日 - 羊でおやすみシリーズ まさおみとおやすみ☆
- 2008年10月31日 - 羊でおやすみシリーズ ひびきとおやすみ☆
- 2008年11月28日 - 羊でおやすみシリーズ のーとんとおやすみ☆
- 2009年 8月14日 - みらくるのーとん只今増量中!! WINTER☆GIFT

- 2009年 8月14日 - ラッキードッグ1 SUMMER CHANCE
- 2009年10月21日 - ラッキードッグ1 AUTUMN CHANCE
- 2009年12月29日 - ラッキードッグ1 WINTER CHANCE
- 2010年 4月21日 - ラッキードッグ1 SPRING CHANCE
- 2010年 7月10日 - ラッキードッグ1 anniversary:06.10

## 発売CD
- 2007年11月22日 - みらくるのーとん さんきゅーのーとん
- 2009年 8月26日 - 発売ラッキードッグ1 オリジナルサウンドトラック